# 科瓦奇·艾尔日
科瓦奇·艾尔日（匈牙利語：Kovács Erzsi，1928年6月2日—2014年4月6日），匈牙利流行歌手和表演家。她因杰出贡献，获得匈牙利共和国勋章。
2014年4月6日，她因病去世。